# Wendell Ramos
Wendell Javier Ramos (18 de agosto de 1978 en Manila), conocido como Wendell Ramos, es un actor y modelo filipino. Ramos comenzó su carrera en el espectáculo en 1995, cuando se incorporó al elenco de Bubble Gang, junto con su amigo Antonio Aquitania. Obtuvo la niminación de "ídolo de matinée" Entonces había sido considerado un chico sexy o atrevido con personajes de mujeres sexy estrellas como Ara Mina, Diana Zubiri y entre otros, en distintas películas en 2000. Ramos tomó un descanso y con cómicos en "galán" en funciones GMA muestra como Sinasamba Kita, La Vendetta, Kung Mahawi Hombre Ang Ulap y Tasya Fantasya. Su mayor ruptura se produjo cuando actuaba con los personajes interpretados en Harvey en Ako si Kim Samsoon con estrellas como Regine Velásquez, Mark Anthony Fernández y Nadine Samonte. 

## Filmografía

### TV Shows
| Título                                | Caracteres                          |
| ------------------------------------- | ----------------------------------- |
| LaLola                                | Lazarro "Lalo" Lobregat / Fake Lalo |
| Sine Novela: Una Kang Naging Akin     | Nick/Darwin                         |
| Ako si Kim Samsoon                    | Harvey de Guzmán                    |
| Tasya Fantasya                        | Donald/Prince Federico              |
| Dyesebel                              | Tino Montemayor                     |
| La Vendetta                           | Rigo Bayani                         |
| Sine Novela: Kung Mahawi Man Ang Ulap | Michael                             |
| Sine Novela: Sinasamba Kita           | Jerry Sandoval                      |
| Captain Barbell                       | Blackout/Ruben                      |
| Bahay Mo Ba 'To?                      | Manny Boy Mulingtapang              |
| Darna                                 | Jeric Frías                         |
| Marinara                              | Luis                                |
| Narito Ang Puso Ko                    | Jonathan                            |
| Sana Ay Ikaw Na Nga                   | Jose Enrique Altamonte              |
| Kung Mawawala Ka                      |                                     |
| Bubble Gang                           | himself                             |
| Ooops!                                | himself                             |

### Películas
- Desperadas 2
- Shake, Rattle & Roll X
- Desperadas
- Happy Hearts
- Sukob
- Sabel
- Filipinas
- Keka
- Sex Drive
- Bakit Papa?
- Two Timer
- Bedtime Stories
- Gamitan
- Hubog
- Most Wanted
- Kabilinbilinan Ng Lola
- Taguan